# 弗赖格里希特
弗赖格里希特（德語：Freigericht）是德国黑森州的一个市镇。总面积33.42平方公里，总人口14561人，其中男性7155人，女性7406人（2011年12月31日），人口密度436人/平方公里。

## 友好城市
- 法國 圣康坦-法拉维耶